# الكل إلى الأمام
الكل إلى الأمام هو قطاع سياسي من الحزب الوطني الأوروجواي. أنشأه الرئيس السابق لويس ألبرتو لاكايه في عام 2008 كوحدة وطنية. ويرجع فكرة تأسيسه إلى إنشاء تيار جديد للفكر والعمل السياسي استعدادًا لانتخابات الأوروجواي المحلية عام 2009. وكانت نواة القطاعين السياسيين إيريريسمو والتيار الويلسوني الذين قرروا توحيد جهودهم. كما انضمت مجموعات سياسية أخرى مثل الوفاق الوطني (برئاسة إجناثيو دي بوساداس وآنا ليا بينييروا وسوبلان بينتوس نويبوس من الصحفي والسياسي كارميلو بيدالين، وآيرى فريسكو للرئيس المنتخب للأوروجواي والمحامي لويس ألبرتو لا كاليي بو، والتحدي الوطني لألبارو ألونسو. كما تلقت الدعم من سياسيين قوميين آخرين مثل كارلوس رودريجيث لابرونا وجونثالو أجيرى راميريث.
بحلول شهر أغسطس 2008، أظهرت استطلاعات الرأي ارتفاعًا واضحًا للا كاليي في الأحزاب المحلية. في النهاية، عُين فائزًا في الانتخابات المحلية في يونيو.
وفي لانتخابات الأوروجواي المحلية التي جرت في يونيو عام 2014، اعتمد القطاع السياسي اسمه الحالي. فيما ابتعدت بعض المجموعات مثل الوفاق الوطني والتيار الويلسوني، مُوليين الدعم إلى مجموعة النائب خابيير جارثيا دوتشيني، من بين آخرىن.